# Karnak

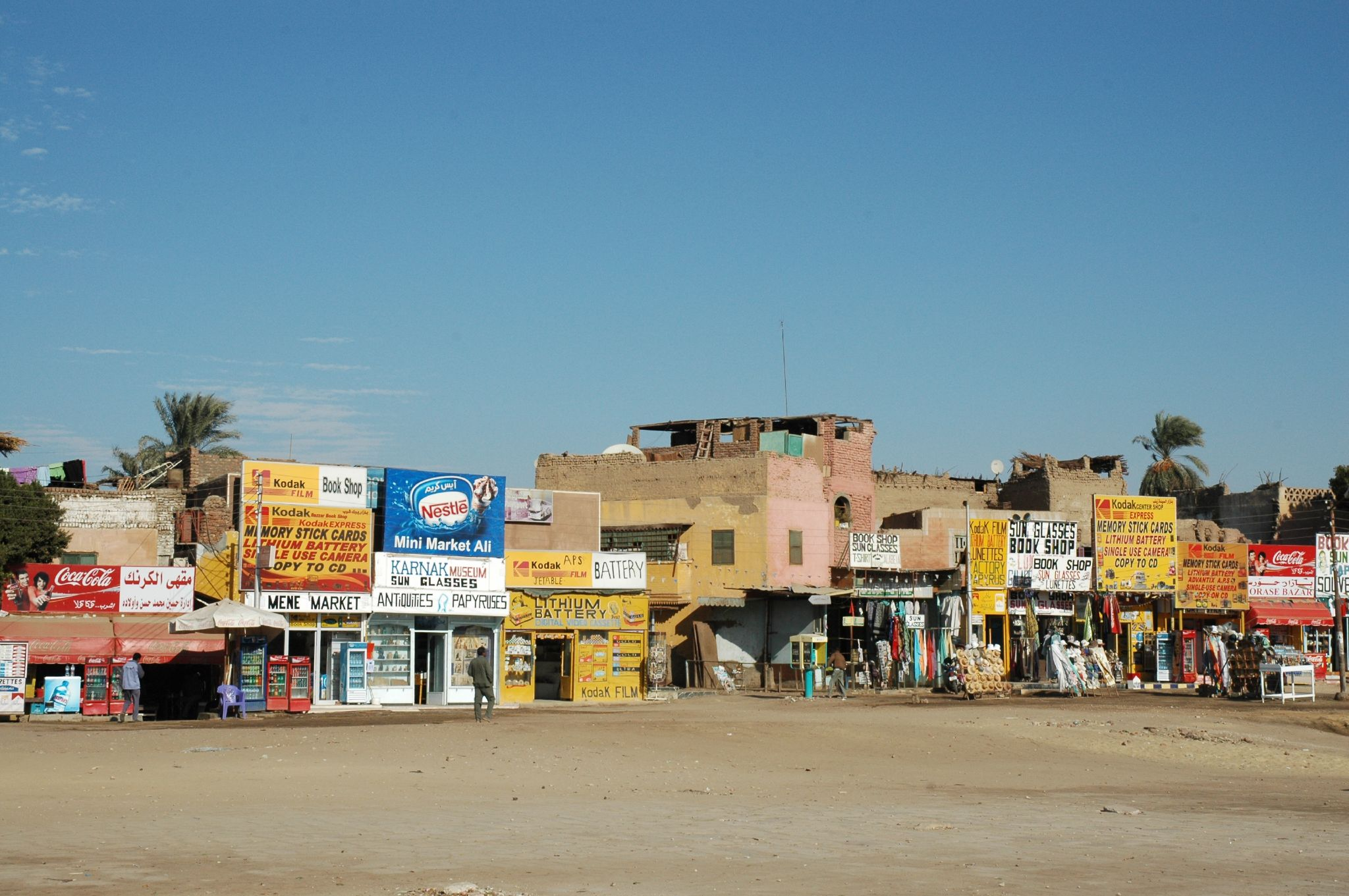
Läden am Eingang des Karnak-Tempels

Karnak (arabisch الكرنك al-Karnak – „befestigtes Dorf“) ist eine Kleinstadt in Oberägypten am östlichen Nilufer etwa 2,5 km nordöstlich von Luxor mit 26.488 Einwohnern (2006). Berühmt ist Karnak durch die größte Tempelanlage Ägyptens, den Karnak-Tempel, auch Reichstempel genannt. Die Stadt Karnak erhielt ihren Namen in Anlehnung an den von hohen Mauern umgebenen Tempel.

## Geschichte
Die Entwicklung des Nilufers hatte einen großen Einfluss auf die Entstehung der Tempelanlage und auf die Besiedlung Karnaks. Die Stadt Karnak, welche den Tempel-Komplex umgibt, wurde im frühen Mittleren Reich unter der Herrschaft von Sesostris I. erbaut. Die exakte Datierung der Entstehung Karnaks und der genaue Zusammenhang zwischen der Stadt selbst und der Tempelanlage sind schwer zu erfassen. Die Forschung ist sich jedoch einig, dass Karnak sich in der 11. Dynastie erheblich in Richtung Westen weiterentwickelte. Dies liegt mitunter an der menschlichen Besetzung des Nilufers. 
Der Ursprung der menschlichen Besiedlung der Stadt war ein Hügel, welcher sich im Südosten Karnaks befand. Hier wurden die ältesten Nachweise für menschliche Siedlungen entdeckt, welche vermutlich bis in die Erste Zwischenzeit oder sogar bis ins späte Alte Reich zurückgehen. Die Ausweitung der Siedlungen begann also vermutlich im Alten Reich und erstreckte sich bis ins 3. Jahrtausend v.Chr. 

## Archäologie
Die drei Tempelkomplexe von Karnak nahmen den nördlichen Teil des antiken Theben-Ost ein. Die Tempelanlage besteht aus drei von Mauern umgebenen Bereichen, dem Bezirk des Amun, dem Bezirk des Month und dem Bezirk der Mut. Neben diesen drei großen Tempelbezirken gibt es noch den Aton-Tempel, das Gem-pa-Aton, das Echnaton im sechsten Jahr seiner Regierungszeit in Karnak erbauen ließ.
In den Jahren 2015 und 2016 fanden Ausgrabungen südlich des Ptah-Tempels in Karnak statt, welche dreißig verschiedene archäologische Phasen aufdeckten. Diese Phasen sind auf sieben Stufen verteilt, welche zwischen 71,60 m NN und 76,80 m NN liegen. Der Querschnitt des zehn Meter tiefen Grabens weist eine Schichtenabfolge auf, welche einen vollständigen Überblick über die Besiedlungsgeschichte Karnaks liefert. 
Auf der untersten Stufe des Grabens entdeckten Forscher eine kleine häusliche Feuerstelle, welche als erster Nachweis menschlicher Besiedlung am Nilufer gilt. Die Entstehung der Feuerstelle wird in der Mitte der 11. Dynastie verortet. Auf der zweiten Ebene des Grabens wurde Keramik entdeckt, welche der späten 11. Dynastie und der frühen 12. Dynastie zugeordnet werden konnte. Die genannten Forschungsdaten weisen darauf hin, dass die erste Besiedlung Karnaks in der Umgebung des Ptah-Tempels stattfand.